# Biophytum thorelianum
Biophytum thorelianum là một loài thực vật có hoa trong họ Chua me đất. Loài này được Guillaumin mô tả khoa học đầu tiên năm 1909.